# Somewhere Between Heaven and Hell
Somewhere Between Heaven and Hell is het vierde studioalbum van de Amerikaanse punkband Social Distortion. Het album werd uitgegeven op 11 februari 1992 via het platenlabel Epic Records op lp, cd en cassette. Het album bracht drie singles voort: "Cold Feelings", "Bad Luck" en "Born to Lose". Somewhere Between Heaven and Hell is het laatste album van de band waar drummer Christopher Reece op te horen is. Reece verliet de band in 1994.
Somewhere Between Heaven and Hell werd goed ontvangen door critici en bleek een van de meest verkochte albums van Social Distortion te worden. Zowel de singles als het album zelf deden het goed in de nationale hitlijsten.

## Nummers
1. "Cold Feelings" - 3:31
2. "Bad Luck" - 4:26
3. "Making Believe" (cover van Jimmy Work) - 4:12
4. "Born to Lose" - 4:09
5. "Bye Bye Baby" - 3:06
6. "When She Begins" - 5:04
7. "99 to Life" - 4:28
8. "King of Fools" (cover van Ed Bruce) - 2:50
9. "Sometimes I Do" - 4:01
10. "This Time Darlin' " - 4:08

Bonustracks
1. "Ghost Town Blues" - 4:38 (cd-versie)
2. "Alone and Forsaken" - 3:12 (Japanse versie; cover van Hank Williams)
3. "Mainliner 1992" - 2:59 (Japanse versie)

## Band
- Mike Ness - zang, gitaar
- Dennis Danell - slaggitaar
- John Maurer - basgitaar, achtergrondzang
- Christopher Reece - drums